# Mahdi Kamel
Mahdi Kamil Sheltagh (Bagdá, 6 de janeiro de 1995) é um futebolista profissional iraquiano que atua como meia, atualmente defende o Al-Shorta SC.

## Carreira
Mahdi Kamel representou a Seleção Iraquiana de Futebol na Copa da Ásia de 2015[carece de fontes?] e fez parte do elenco da Seleção Iraquiana de Futebol nas Olimpíadas de 2016.